# Aarhuská úmluva
Aarhuská úmluva je obecný termín pro Úmluvu Evropské hospodářské komise OSN o přístupu k informacím, účasti veřejnosti na rozhodování a přístupu k právní ochraně v záležitostech životního prostředí. Propojuje v sobě práva životního prostředí s lidskými právy. Je nejdůležitějším právně závazným mezinárodním dokumentem, který na účast veřejnosti nahlíží komplexně a považuje ji za nezbytnou v souvislosti s ochranou životního prostředí. Na důležitosti nabývá i tím, že zahrnuje související právo na informace a zabývá se právní ochranou.
Úmluva byla sjednána jako výsledek čtvrté konference ministrů životního prostředí regionu Evropské hospodářské komise OSN „Životní prostředí pro Evropu“ v Aarhusu (Dánsko) 25. června 1998. Úmluvu tehdy podepsalo 35 zemí Evropy a Střední Asie. V platnost úmluva vstoupila 30. října 2001, kdy ji ratifikovalo 16 zemí. Úmluva byla ratifikována 47 stranami včetně Evropské unie.

## Aarhuská úmluva a Česká republika
Česká republika Aarhuskou úmluvu podepsala 25. června 1998. Úmluvu podepsal Martin Bursík. K ratifikaci došlo o šest let později, 6. července 2004, kdy byla úmluva přijata Parlamentem a podepsána prezidentem ČR. V platnost pro Českou republiku Aarhuská úmluva vstoupila 4. října 2004.

### Postavení v českém právním řádu
Smlouva zavazuje státy, nikoliv jednotlivce. Úmluva má přednost před vnitrostátním právem, a tak je nutné vykládat české právo v souladu s požadavky Aarhuské úmluvy.
Pro Českou republiku z právního hlediska Aarhuská úmluva znamená dvojí vázanost a dvojí kontrolu dodržování. Důvodem je to, že 17. 2. 2005 ratifikovala Evropská unie Aarhuskou úmluvu jako celek. Z toho pro Českou republiku vyplývá, že úmluva je součástí jak mezinárodního práva, tak komunitárního práva.

## Tři pilíře Aarhuské úmluvy

### I. pilíř – přístup k environmentálním informacím
Podpis pod Aarhuskou úmluvu zavazuje členské státy k tomu, aby zajistily informace o stavu životního prostředí a jeho dopadech na lidské zdraví pro každého. Rozhodování veřejnosti je závislé na informacích. Úplnost, přesnost a aktuálnost informací je důležitá pro efektivní účast veřejnosti, proto je obsahem prvního pilíře přístup k informacím.

#### Aktivní a pasivní přístup
Přístup k informacím je dvojího druhu:
1. aktivní – aktivní činnost orgánů; aktivní přístup znamená, že veřejnost má právo získávat informace tak, že veřejná správa je povinna shromažďovat a šířit informace sama od sebe a lidé se jich tím pádem nemusí dožadovat (např. zprávy o stavu životního prostředí)
2. pasivní – na základě žádosti; pasivní přístup je založen na požadování informací od orgánů veřejné zprávy a povinností orgánů veřejné správy na tyto požadavky odpovídat a informace poskytovat[6]

### II. pilíř – účast veřejnosti na rozhodování
Účinnost pilíře je závislá na přístupu k informacím. Tento pilíř má tři části:
1. veřejnost může být ovlivněna rozhodováním o specifické činnosti nebo na rozhodování může mít nějaký jiný zájem. Jde o zapojení veřejnosti do rozhodování o konkrétních činnostech nebo záměrech, které mohou mít významný dopad na životní prostředí, například stavba velkých budov
2. účast veřejnosti při tvorbě plánů a politik týkajících se životního prostředí, například územní plánování
3. účast veřejnosti na přípravě zákonů, pravidel a právně závazných norem souvisejících s životním prostředím[6]

#### Účast veřejnosti a dotčená veřejnost
Oproti právu na informace pracuje tento pilíř s pojmem dotčená veřejnost. Některá práva zapojování má pouze dotčená veřejnost. Je to hlavně dotčená veřejnost, kdo má mít zaručené právo účasti při rozhodování. Účast dotčené veřejností má mít vliv na vyšší transparentnost vedených řízení, zajistit veřejnou kontrolu a zvýšit kvalitu přijímaných rozhodnutí.

### III. pilíř – přístup k právní ochraně
Tento pilíř poskytuje veřejnosti mechanismus k přímému prosazování práva životního prostředí. Pomáhá prosazovat oba předchozí pilíře. Slouží k tomu, aby zajistil vynutitelnost standardů Aarhuské úmluvy, ale také vynutitelnost dalších předpisů dané země souvisejících s životním prostředím.
V praxi to znamená, že veřejnost má možnost požadovat přezkoumání potenciálního porušování svých práv u soudu nebo jiného nezávislého orgánu, který je zřízen státem – například, aby byly zpřístupněny informace, které byly státní správou zamítnuty.